# 인천중산고등학교
인천중산고등학교(仁川中山高等學校)는 대한민국 인천광역시 중구 운서동에 있는 공립 고등학교이다.

## 학교 연혁
- 2020년 11월 9일 : 설립인가
- 2021년 3월 1일 : 초대 조우연 교장 취임
- 2021년 3월 2일 : 인천중산고등학교 개교(10학급 271명 입학)
- 2021년 3월 2일 : 개교 및 제1회 입학식(10학급 271명)
- 2023년 3월 2일 : 제2대 김재희 교장 취임
- 2024년 2월 8일 : 제1회 졸업식(363명)
- 2024년 3월 4일 : 제4회 입학식(11학급 346명)

## 참고 자료
- 인천중산고등학교 - 한국교육학술정보원 학교알리미